# Eureka Springs
Eureka Springs település az Amerikai Egyesült Államok Arkansas államában, Carroll megyében, melynek megyeszékhelye is. Lakosainak száma 2166 fő (2020. április 1.).

## Népesség
A település népességének változása:

| 2010 | 2 073 |
| 2020 | 2 166 |